# James Charlesworth
James Hamilton Charlesworth, né le 30 mai 1940 à St. Petersburg en Floride, est un universitaire américain qui a été professeur de langue et littérature du Nouveau Testament au George L. Collord jusqu'au 17 janvier 2019, ainsi que directeur du projet des manuscrits de la mer Morte (Dead Sea Scrolls Project) au Princeton Theological Seminary.

## Biographie
Après avoir obtenu son baccalauréat ès arts de l' Ohio Wesleyan University en 1962, James Charlesworth poursuit ses études à l'Université Duke, où il obtient son baccalauréat en théologie en 1965, puis son doctorat en Nouveau Testament en 1967. Ensuite, il suit d'autres cours d'abord à l'Université d'Édimbourg, puis à l'École biblique et archéologique française de Jérusalem. De 1969 à 1984, il travaille à l'Université Duke, d'abord comme professeur adjoint, et à partir de 1975 comme professeur associé et directeur du Centre international des origines chrétiennes.
En 1984, il devient professeur titulaire de langue et littérature du Nouveau Testament au Princeton Theological Seminary, où il enseigne pendant 34 ans jusqu'à sa retraite en janvier 2019. En plus d'enseigner, il est également directeur du projet sur les manuscrits de la mer Morte.
Les études et recherches de James Charlesworth concernent les Apocryphes et les Pseudépigraphes des Bibles hébraïques et chrétiennes (Ancien et Nouveau Testaments), les Manuscrits de la mer Morte, les écrits de Flavius Josèphe, le Jésus historique, l'Évangile selon Saint Jean et le Livre de l'Apocalypse.
James Charlesworth est l'un des fondateurs et membre du Enoch Seminar (en) et du conseil consultatif du Henoch (journal) (en).
En 2001, il est l'un des interviewés de la série documentaire primée de la BBC, Son of God, consacrée à la vie de Jésus dans le Nouveau Testament (en) et visant à présenter ce que l'on sait actuellement de lui.
Au cours de sa carrière, il a écrit 75 livres et plus de 500 articles.
Par ailleurs, James Charlesworth devient diacre de l'Église méthodiste en 1963, puis est ordonné ministre de cette église en 1972.

## Vie privée
En 1965, James Charlesworth épouse Jerrie Lynn Pittard avec qui il aura trois fils.

## Travaux

### Livres
- John and Qumran, Londres, Geoffrey Chapman, 1972 (ISBN 978-0-225-66101-9, OCLC 495676)
- Charlesworth, James H., (1983). Old Testament Pseudepigrapha Vol.1 - Apocalyptic Literature and Testaments, New York, Doubleday_(publisher)
- The Odes of Solomon, Oxford, Clarendon Press, 1973 (ISBN 978-0-1982-6162-9, OCLC 771132)
- The Pseudepigrapha and Modern Research, with a supplement, vol. 7, Chico, Californie, Scholars Press for the Society of Biblical Literature, coll. « Septuagint and cognate studies series », 1981 (ISBN 978-0-891-30440-1, OCLC 7550634)
- Hillel and Jesus: comparative studies of two major religious leaders, Minneapolis, Minnesota, Fortress Press, 1997 (ISBN 978-0-800-62564-1, OCLC 37574766)
- The Tomb of Jesus and His Family? Exploring Ancient Jewish Tombs Near Jerusalem's Walls, Grand Rapids, Michigan, Eerdmans, 2012 (ISBN 978-0-802-86745-2)
- James H. Charlesworth et Michael Medina, Walking Through the Land of the Bible: Historical 3-D Adventure, Jérusalem, Magnes Press, 2014 (ISBN 978-9-6549-3686-6)
- Jesus and Temple: Textual and Archaeological Explorations, Minneapolis, Minnesota, Fortress Press, 2014 (ISBN 978-1-4514-8036-8)
- Sacra Scriptura: How "Non-Canonical" Texts Functioned in Early Judaism and Early Christianity, Londres, T & T Clark, coll. « T & T Clark Jewish and Christian Texts Series », 2014 (ISBN 978-0567664235)

### Articles et chapitres
- James H. Charlesworth, Interpreting 4 Ezra and 2 Baurch: International Studies, London, T & T Clark, 2014, 155–72 p. (ISBN 978-0-5674-4231-4), « 4 Ezra and 2 Baruch: Archaeology and Elusive Answers to our Perennial Questions »
- James H. Charlesworth, Eretz-Israel: Archaeological, Historical and Geographical Studies [Ehud Netzer Festschrift], vol. 31, Jérusalem, The Israel Exploration Society and the Institute of Archaeology, Hebrew University of Jerusalem, 2015, 29*–39*, « Who Claimed Herod was ‘the Christ’? »
- James H. Charlesworth, Jesus, Paulus und die Texte von Qumran [H-W Kuhn Festschrift], Tübingen, Mohr Siebeck, coll. « Wissenschaftliche Untersuchungen zum Neuen Testament 2/390 », 2015, 393–414 p., « הַבְּרָכָה עַל־הַר גְּרִזִים –– An Unknown Dead Sea Scroll and Speculations Focused on the Vorlage of Deuteronomy 27:4 »

## Distinctions
- Outstanding Educator of America 1975
- Frank Moore Cross Award
- American Schools of Oriental Research 1997